# 古尔滕
古尔滕是奥地利上奥地利州因克赖斯地区里德县的一个市镇。总面积16.2平方公里，总人口1160人，人口密度71.6人/平方公里（2005年）。